# Municipio de Rives
El municipio de Rives (en inglés: Rives Township) es un municipio ubicado en el condado de Jackson en el estado estadounidense de Míchigan. En el año 2010 tenía una población de 4683 habitantes y una densidad poblacional de 49,83 personas por km².

## Geografía
El municipio de Rives se encuentra ubicado en las coordenadas 42°22′21″N 84°25′20″O / 42.37250, -84.42222. Según la Oficina del Censo de los Estados Unidos, el municipio tiene una superficie total de 93.97 km², de la cual 92,7 km² corresponden a tierra firme y (1,36 %) 1,28 km² es agua.

## Demografía
Según el censo de 2010, había 4683 personas residiendo en el municipio de Rives. La densidad de población era de 49,83 hab./km². De los 4683 habitantes, el municipio de Rives estaba compuesto por el 97,16 % blancos, el 0,94 % eran afroamericanos, el 0,41 % eran amerindios, el 0,17 % eran asiáticos, el 0,23 % eran de otras razas y el 1,09 % eran de una mezcla de razas. Del total de la población el 1,84 % eran hispanos o latinos de cualquier raza.